# Sumida
Sumida (墨田区, Sumida-ku) é uma região especial da Metrópole de Tóquio, no Japão.
Em 2015, a região tinha uma população estimada em 257.300 habitantes e uma densidade populacional de 18.690 h/km². Tem uma área total de 13.77 km².
Sumida foi fundada a 15 de março de 1947 e leva o seu nome devido ao Rio Sumida, que corta a parte leste da Metrópole de Tóquio.
A prefeitura de Sumida está localizada em Azumabashi e o seu centro comercial está localizado na região da Estação Kinshicho.

## Geografia
Sumida fica na parte nordeste da porção continental de Tóquio, tendo os rios Sumida e Arakawa passando pela região e que formam partes de suas fronteiras. Seus vizinhos são todas as regiões especiais: Adachi ao norte; Arakawa a noroeste; Katsushika a leste; Edogawa para o sudeste; Taito para o oeste; Chuo para o sudoeste; e Koto ao sul.

## História
Sumida foi fundada em 15 de março de 1947. Antes, a região era dividida entre as regiões especiais (ordinárias) Honjo e Mukojima. Mukojima, formada em 1932, continha a antiga cidade de Sumida, que junto com o rio deu nome a região.

## Atrações turísticas
- Tokyo Skytree: Uma torre de transmissão de televisão terrestre digital usada pela NHK e outras emissoras. É a torre mais alta do mundo e a estrutura mais alta feita pelo homem no Japão[2][3].
- Ryogoku Kokugikan (Estádio Nacional de Sumô).
- Museu de Edo-Tóquio.
- Sede da Cervejarias Asahi: A Asahi Beer Hall com é chamada a sede da cervejaria Asahi Breweries, criada pelo arquiteto francês Philippe Starck em 1989, é uma das estruturas modernas mais reconhecíveis de Tóquio[4].
- Eko-in (Templo budista).
- Honjo Matsuzaka-cho Park: residência de Kira Yoshinaka estava neste local. O 47 ronins que tiraram suas vidas durante a era Genroku.
- Hokusai-dori (rua): com uma série de impressões do famoso artista japonês Hokusai, que nasceu na área de Kamezawa de Sumida.
- Kinshicho Station: Um dos lugares mais populares para jogar o jogo mobile Pokemon GO em todo o Japão.
- Sumida Triphony Hall (sala de concertos).
- Museu de Tobu.
- Tokyo Irei-do (Memorial Metropolitano de Tóquio): Memorial às pessoas não identificadas que morreram no grande terremoto de Kanto, o bombardeio de Tóquio na Segunda Guerra Mundial e outras catástrofes; por Ito Chuta.
- Parque Yokoamicho (distrito de Yokoami).
- Parque Sumida.
- Parque Kinshi.
- Parque Hidro aquático Oyagawa.
- Jardim Yasuda.
- Aquário de Sumida.

## Transportes

### Ferrovias

#### Linha principal JR East Sobu
- Kinshicho, estações Ryogoku.

#### Ferrovia Tobu
- Linha Tobu Isesaki: Oshiage, Tokyo Skytree, Hikifune, Higashi-Mukojima, Kanegafuchi.
- Linha Tobu Kameido: Higashi-Azuma, Omurai, Hikifune.

#### Keisei Electric Railway Keisei Oshiage Line
- Oshiage, Keisei Hikifune, Estações Yahiro.

#### Linha de Metrô de Tóquio Hanzomon
- Kinshicho, Oshiage.

#### Departamento Metropolitano de Transportes de Tóquio
- Linha Toei Asakusa: Honjo Azuma-bashi, Estação Oshiage.
- Linha Toei Shinjuku: Estação Kikukawa.
- Linha Toei Oedo: Estação Ryogoku.

### Rodovias

#### Via Expressa Shuto
- C2 Laço Central
- Rota Nº 6 Mukojima
- Rota Komatsugawa Nº 7

#### Rodovias nacionais
- Rota Nacional 6
- Rota Nacional 14

## Galeria de Imagens

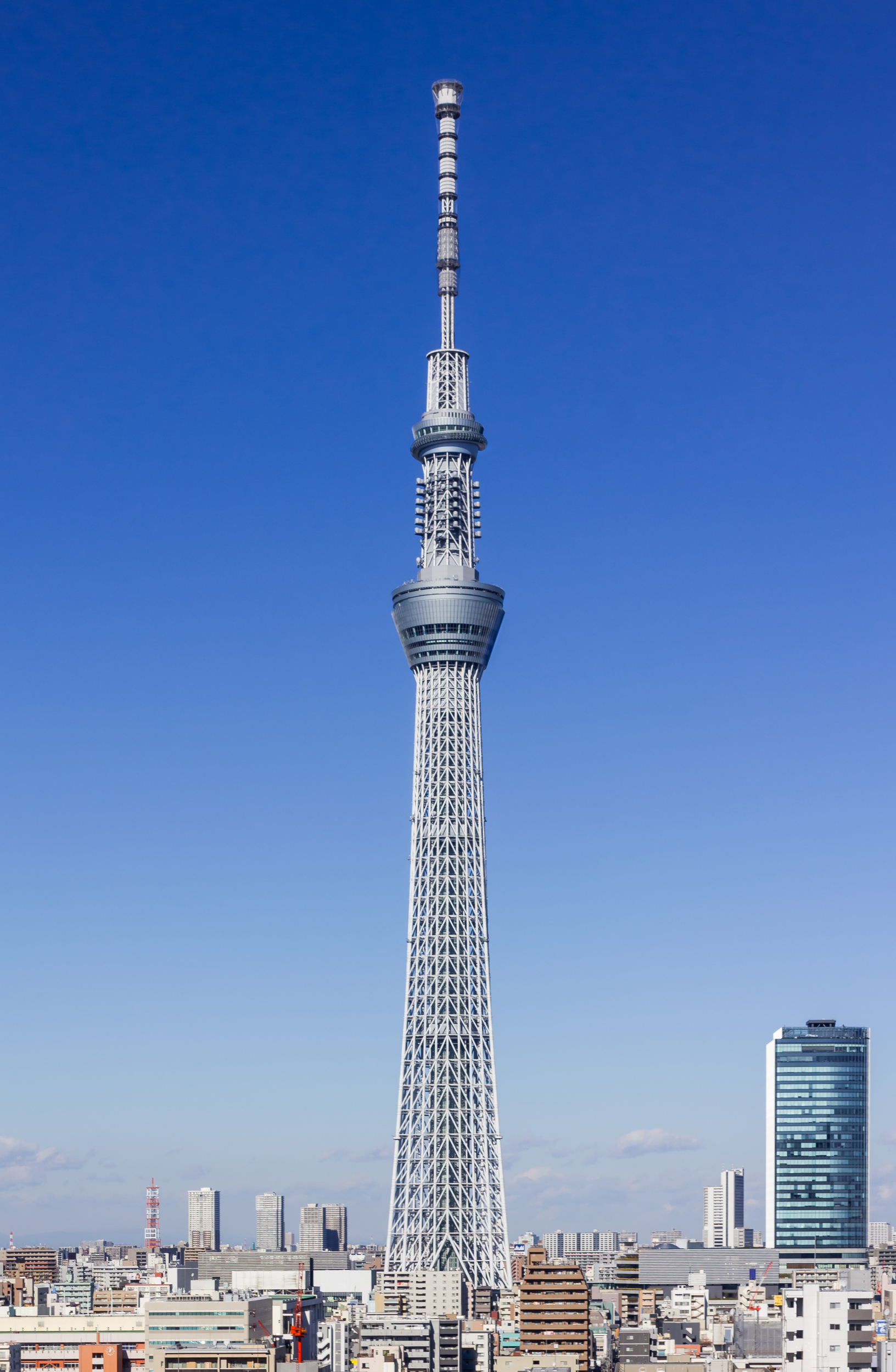
Tokyo Skytree
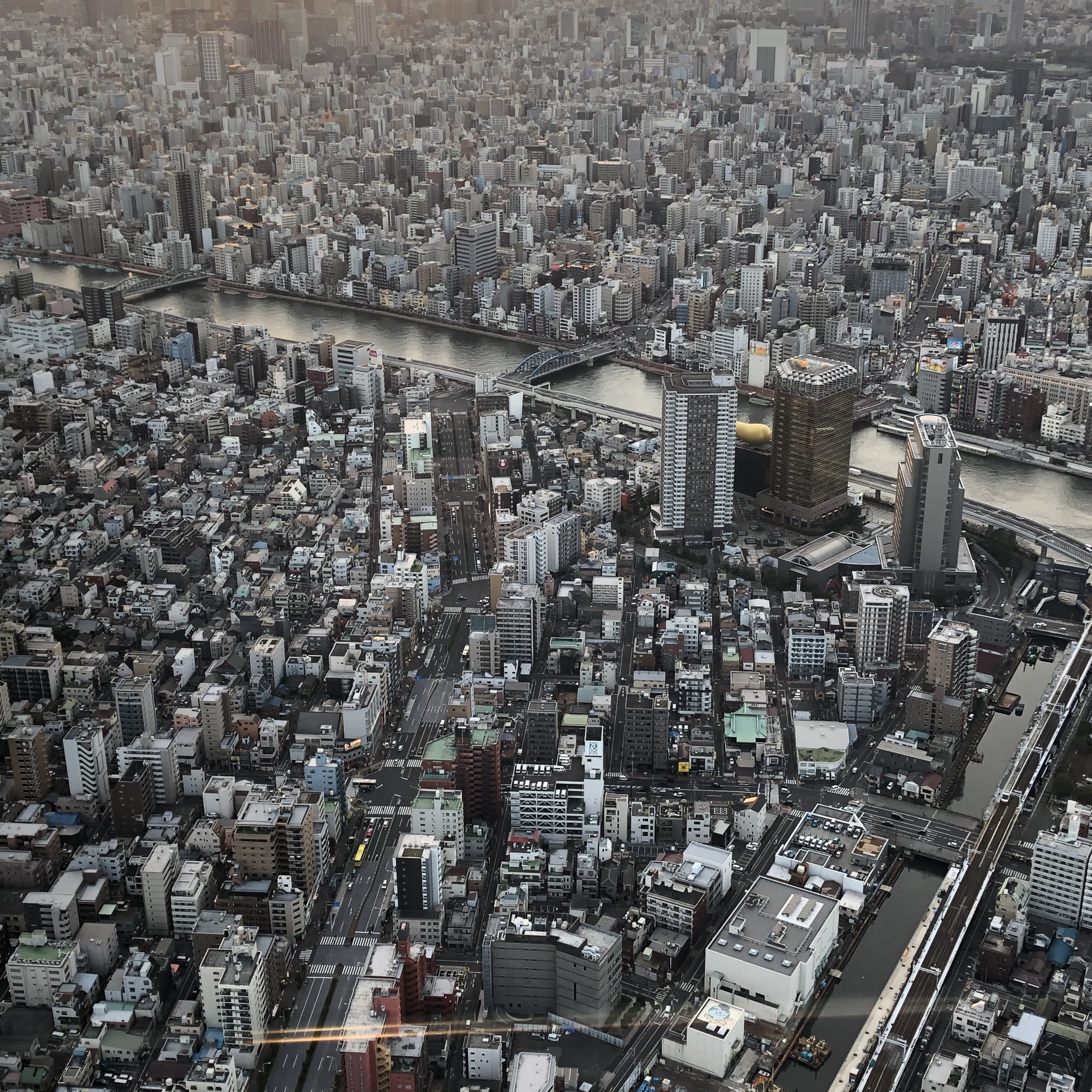
Vista de Sumida da Tokyo Skytree
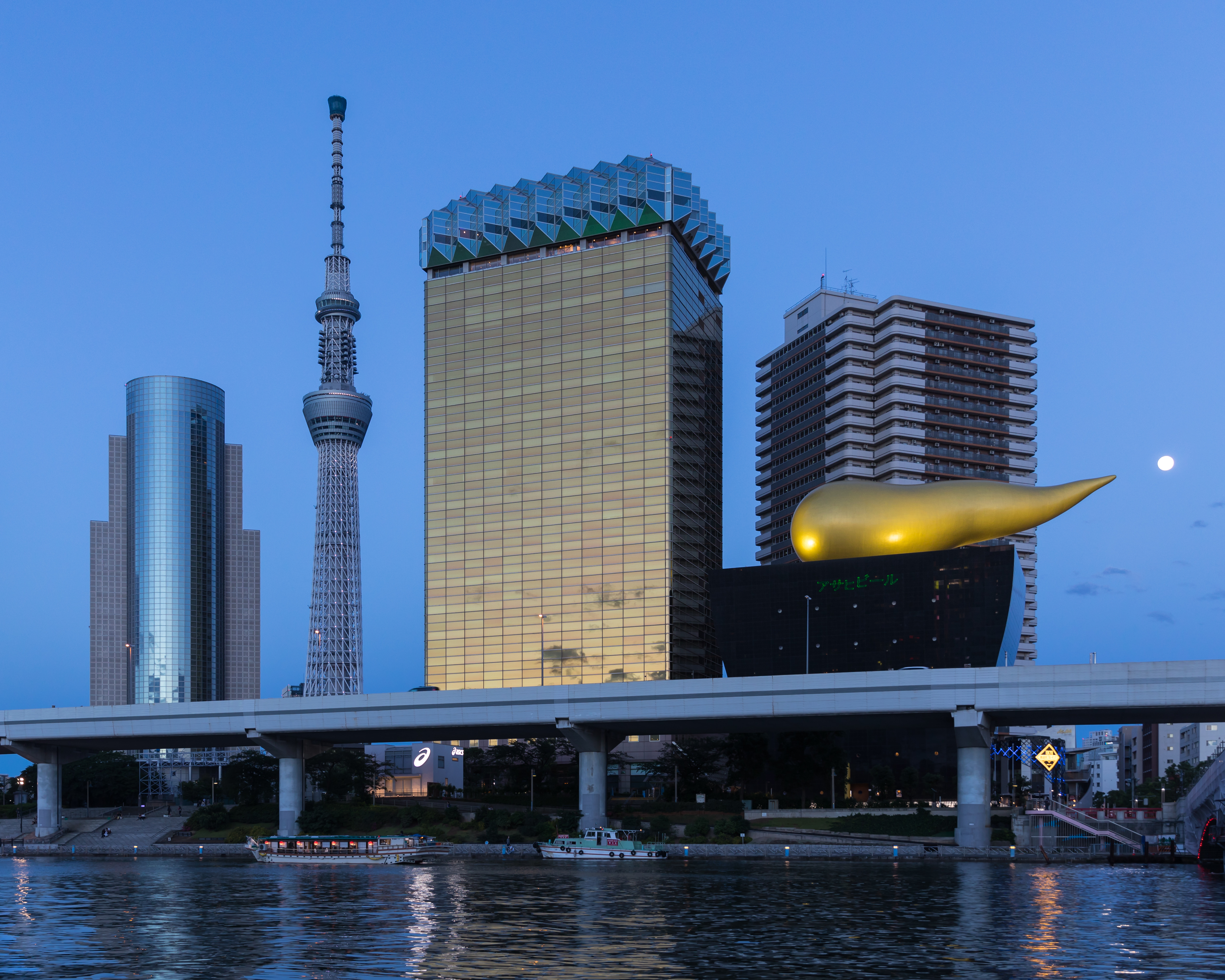
Sede da Asahi Breweries e a Tokyo Skytree
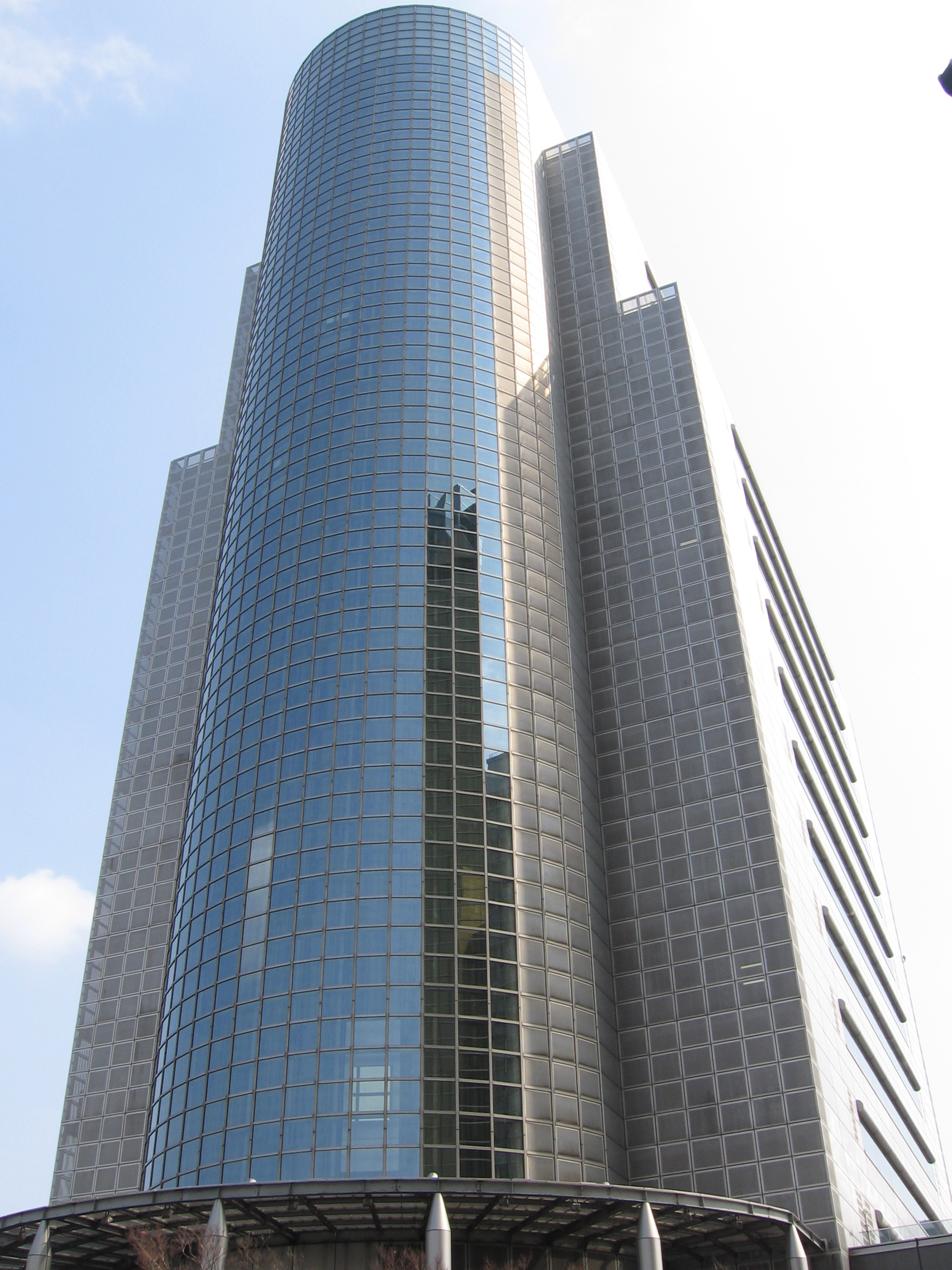
Prefeitura de Sumida
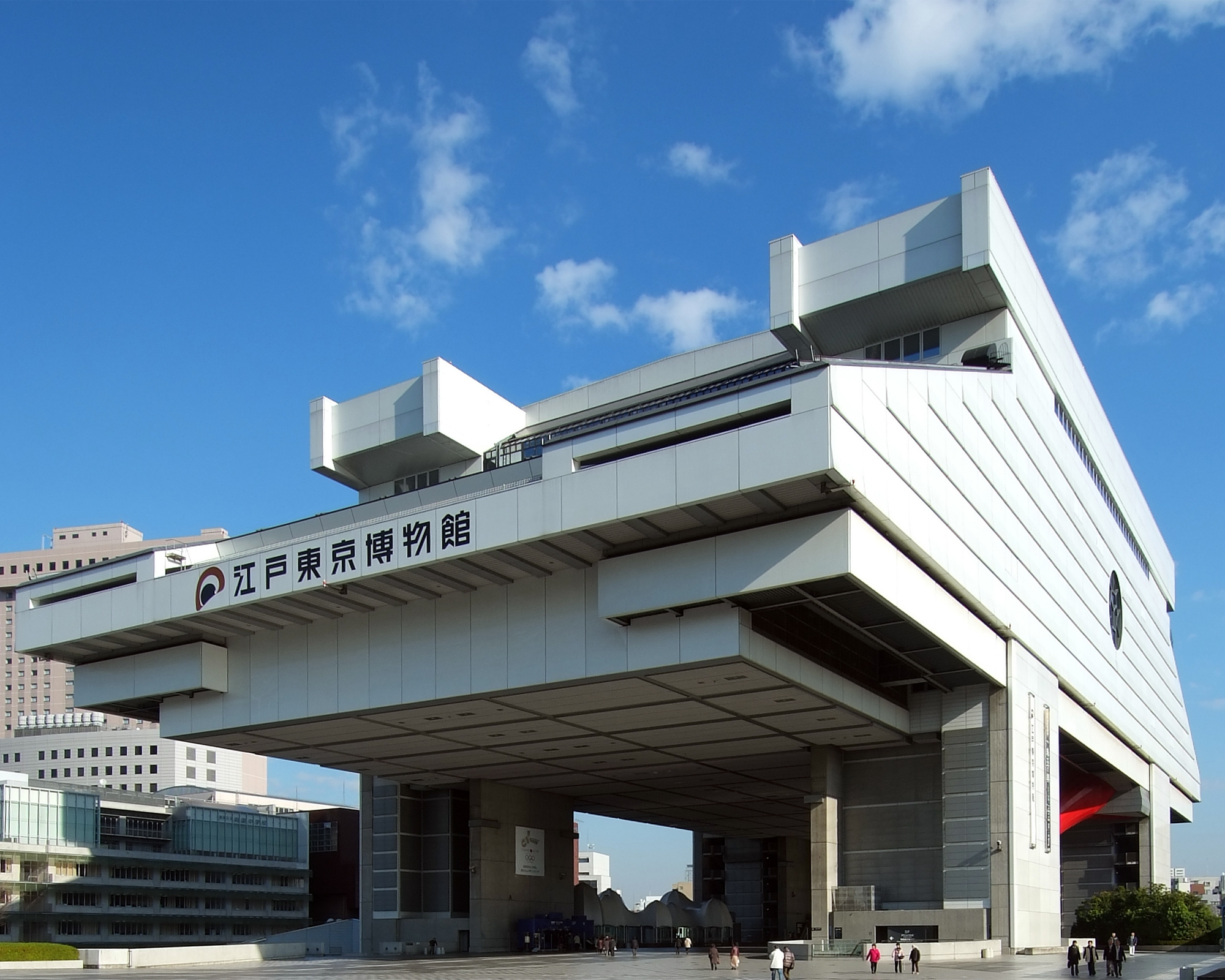
Museu Edo Tokyo
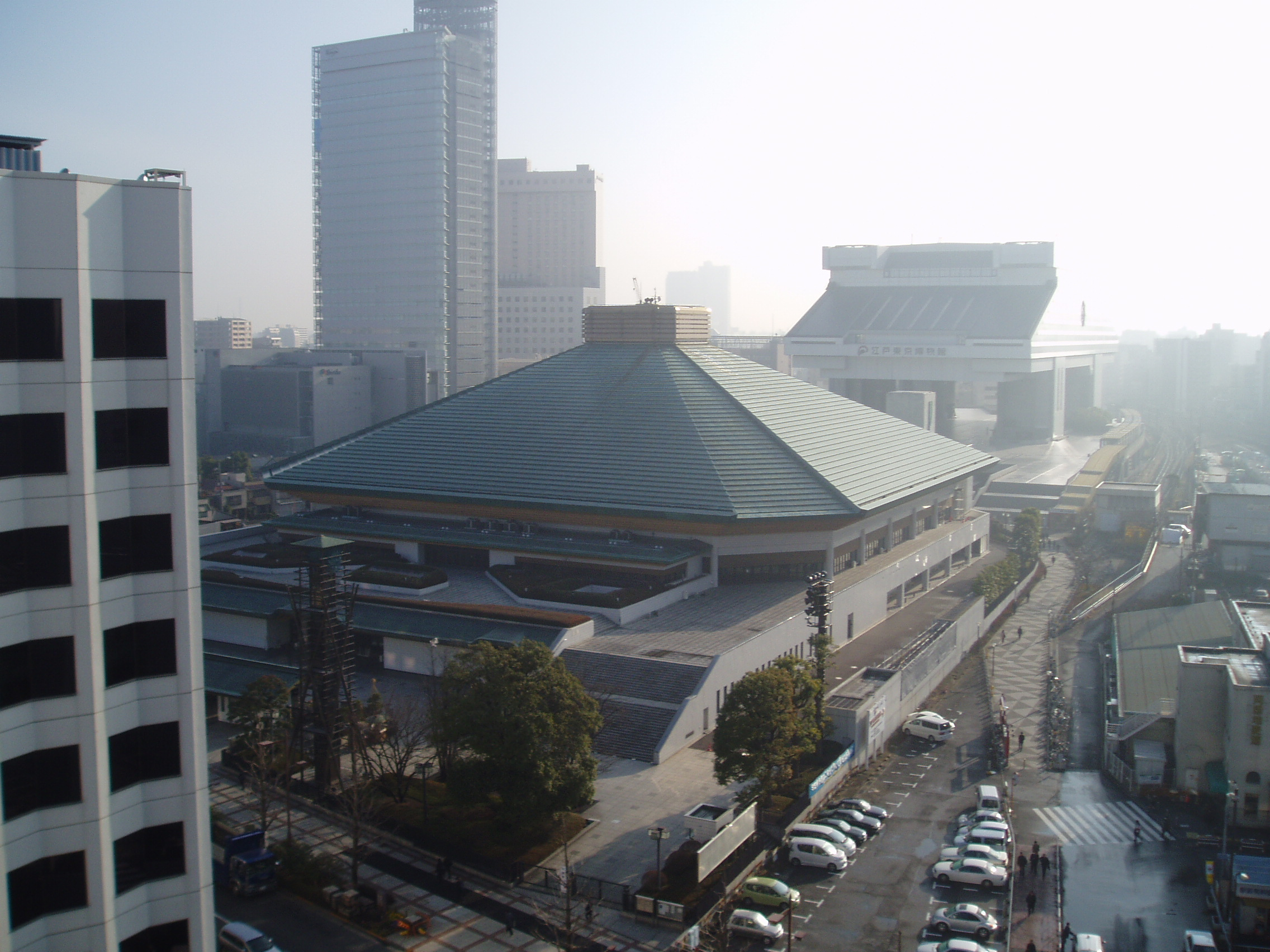
Arena de Sumô Ryogoku
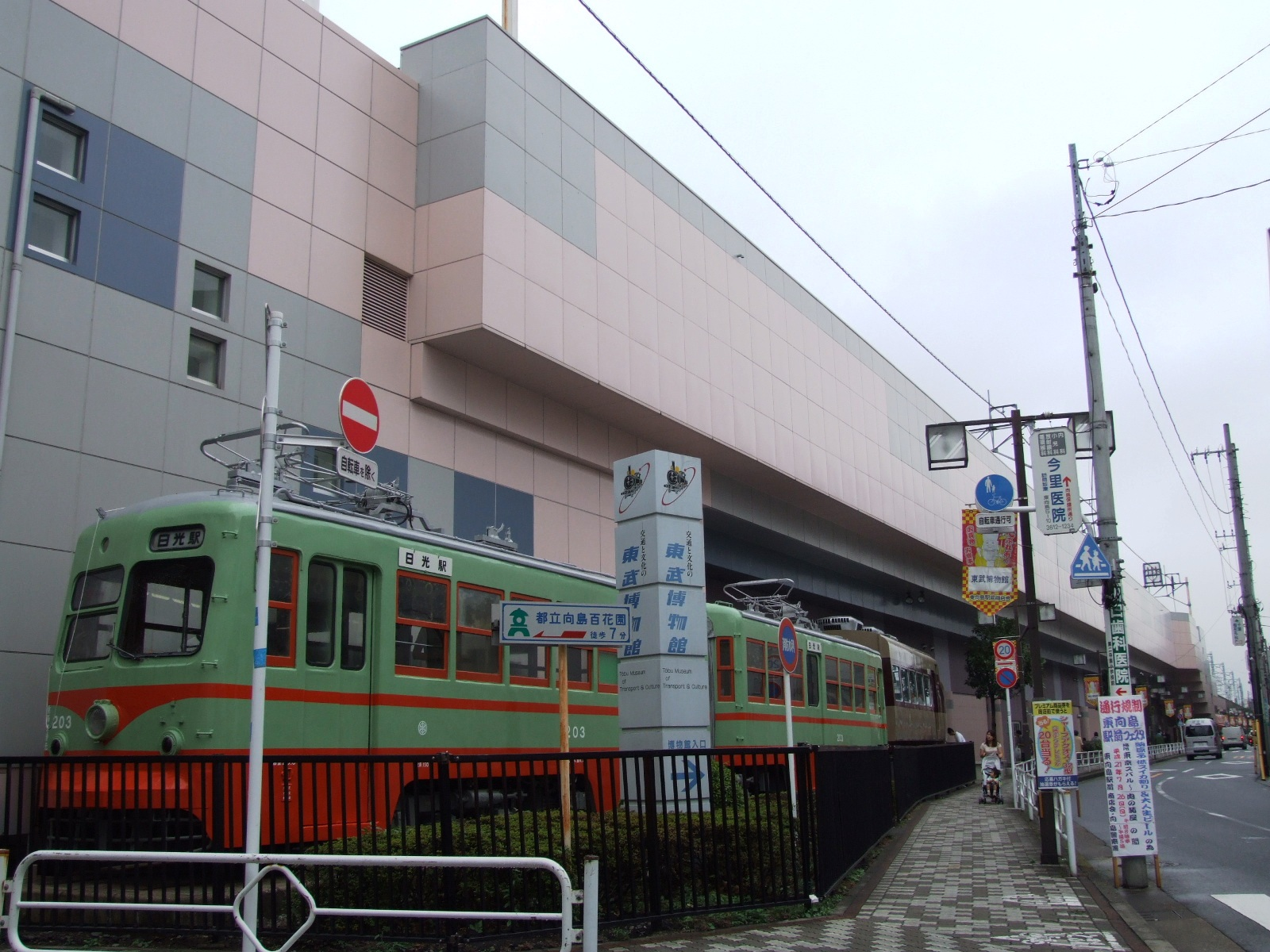
Museu de Tobu
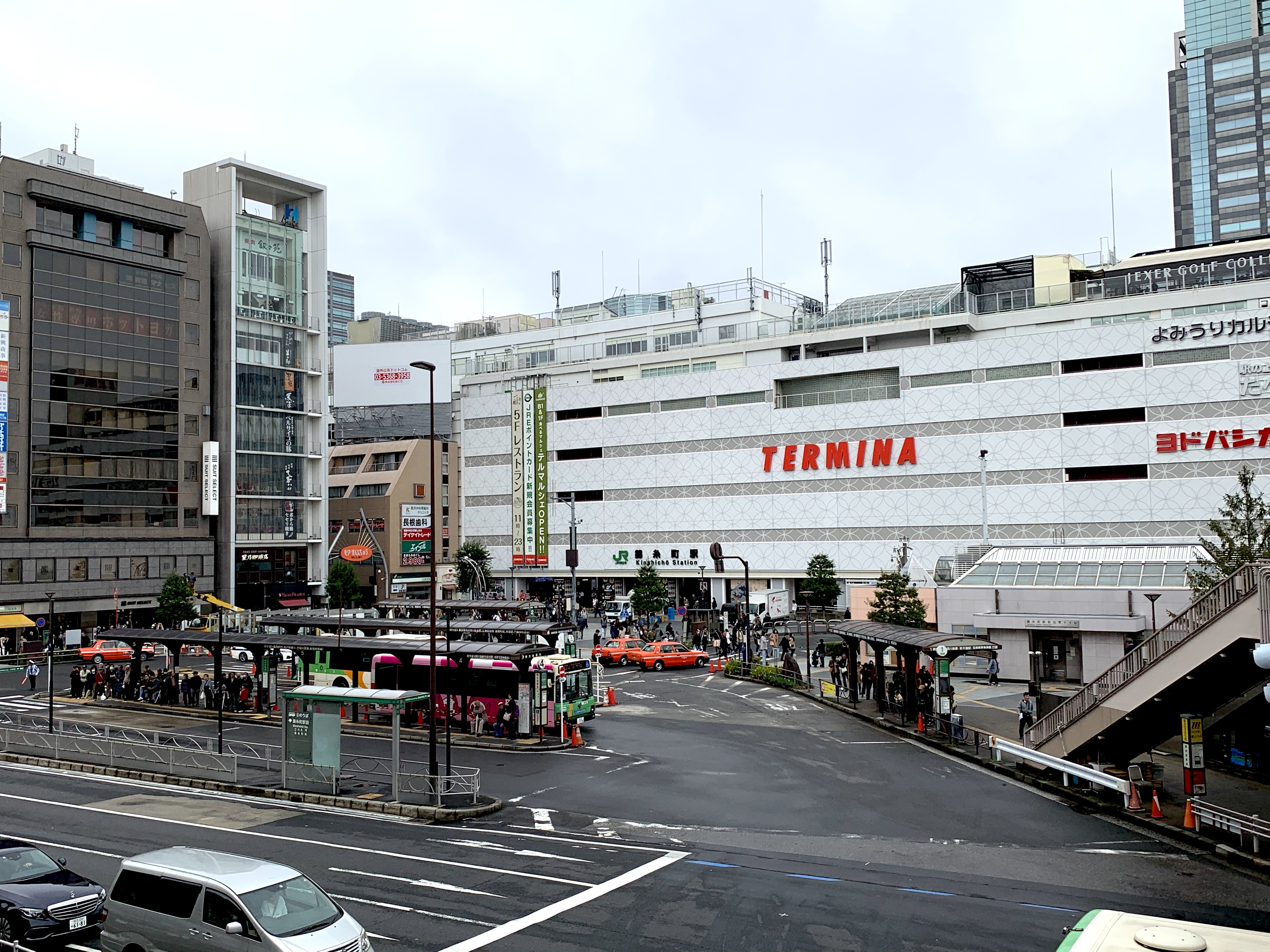
Estação de Kinshicho
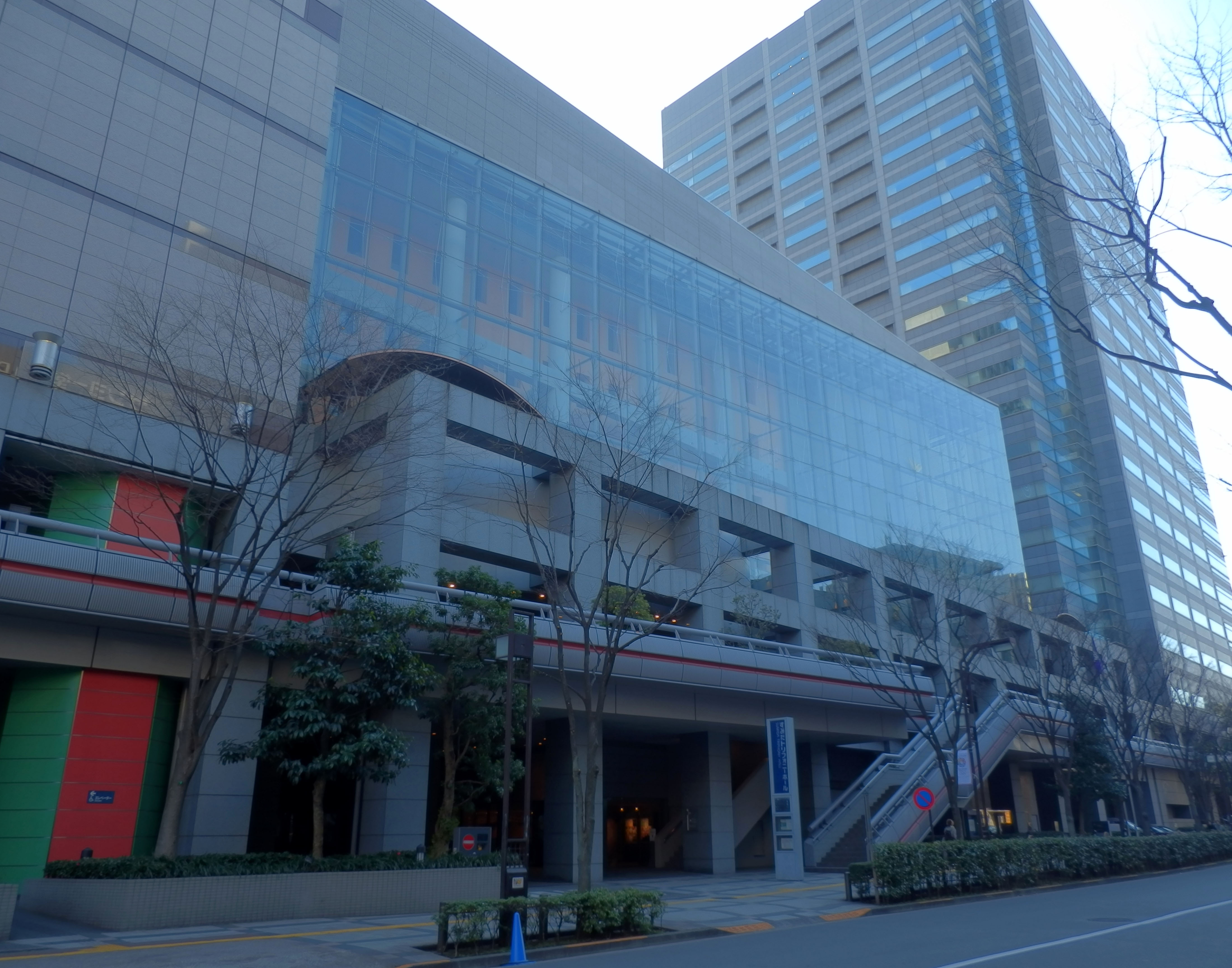
Sumida Triphony Hall
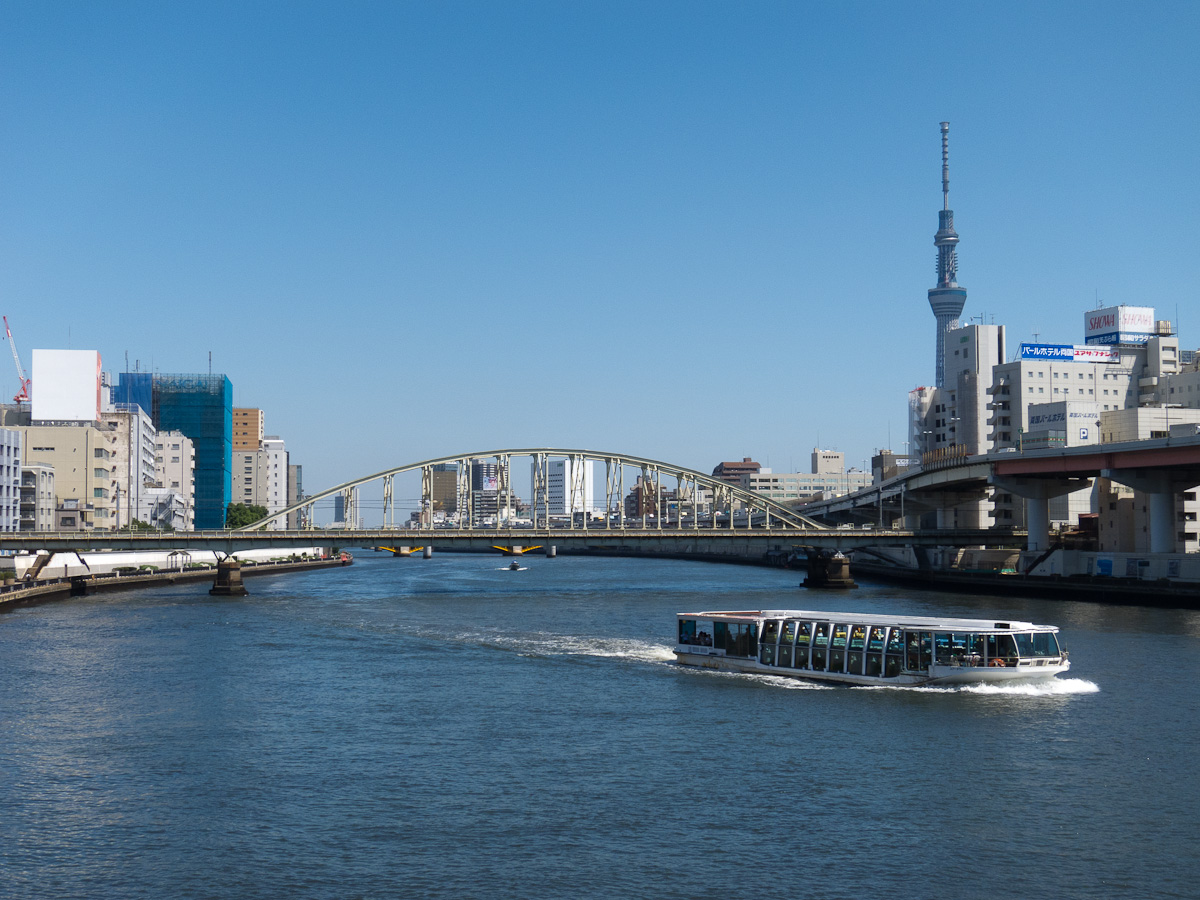
Vista do Rio Sumida da Ponte Ryogoku
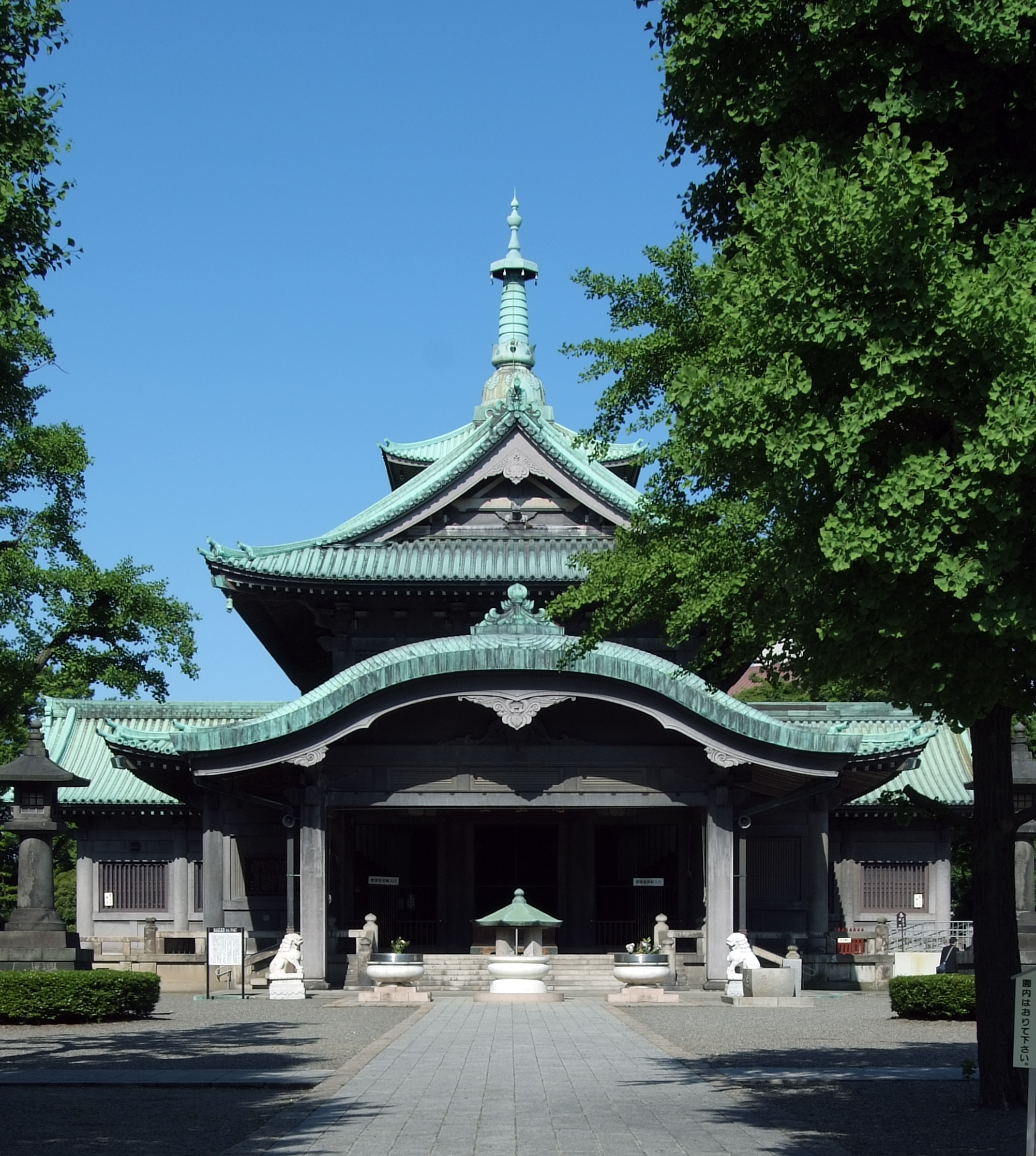
Memorial Metropolitano de Tóquio
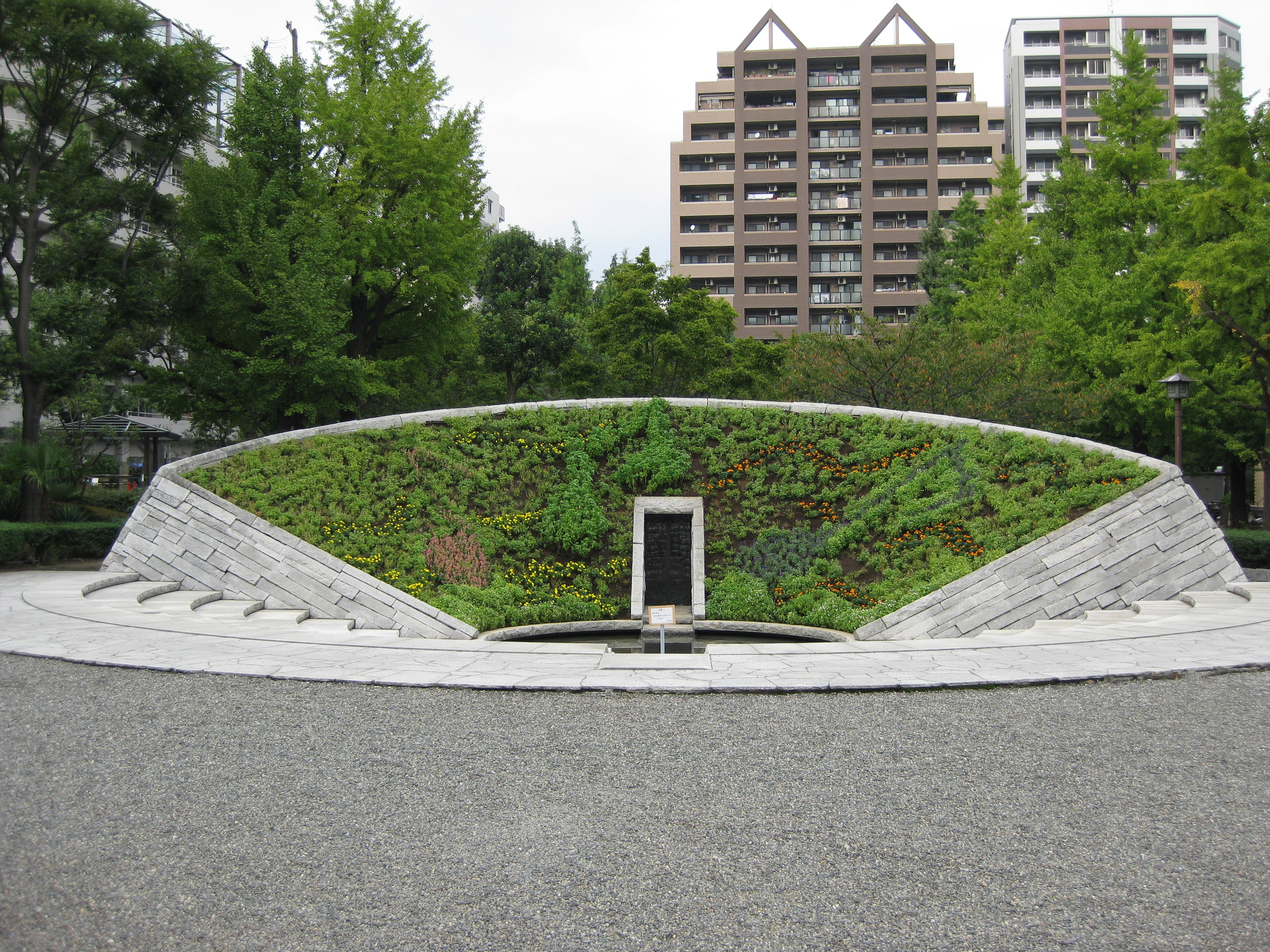
Memorial para as vítimas dos ataques aéreos de Tóquio no Parque Yokoamicho
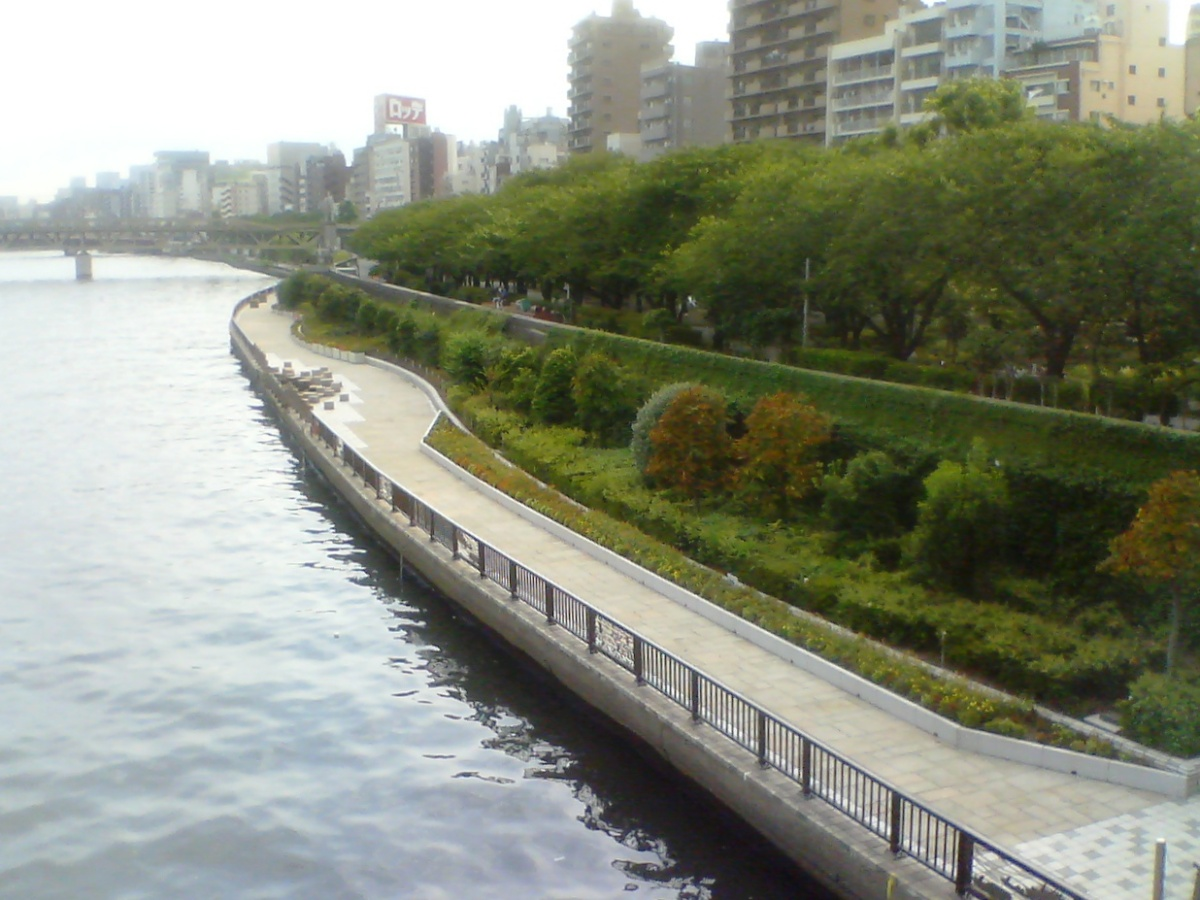
Parque Sumida visto da Ponte Kototoi
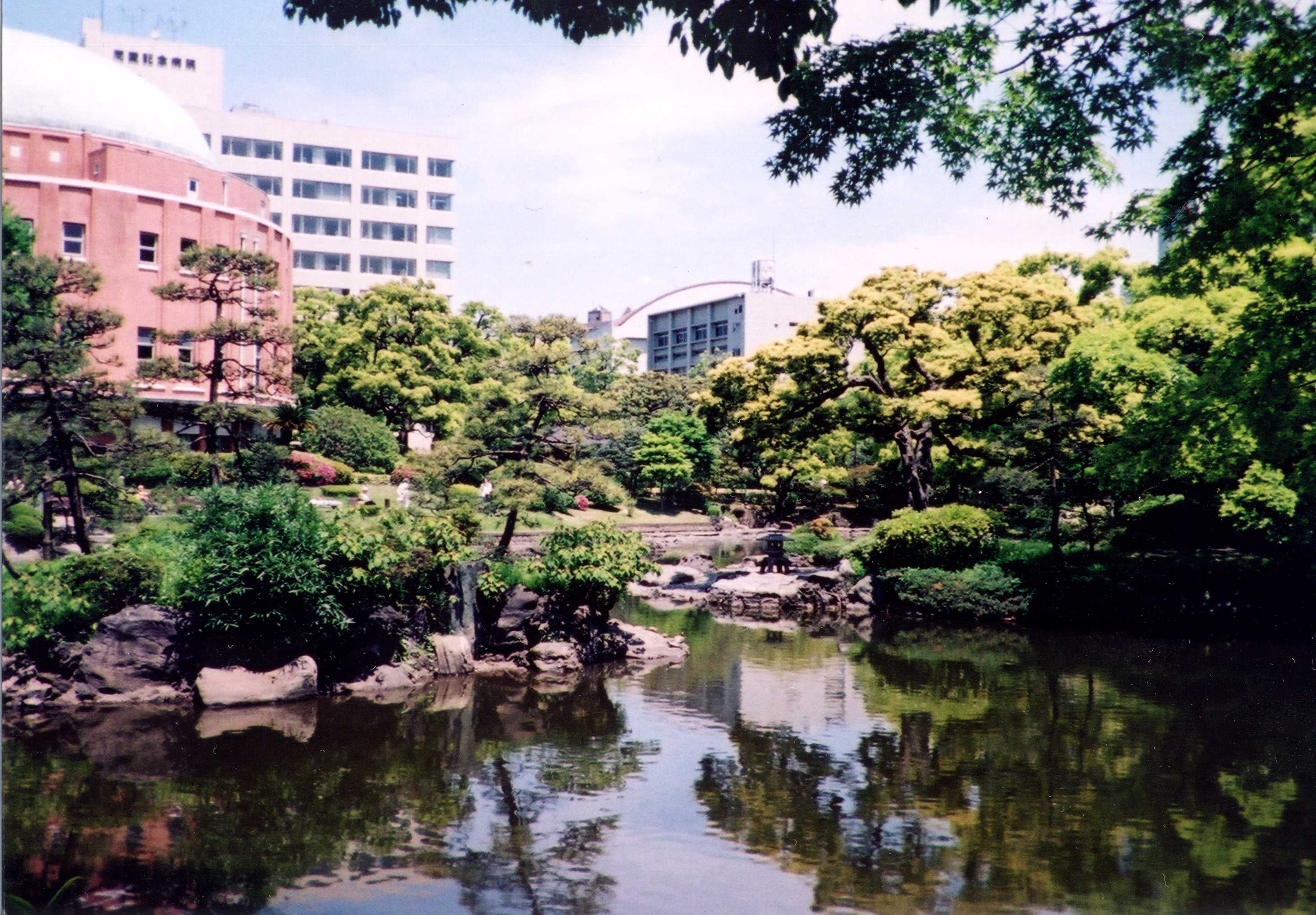
Jardim Yasuda
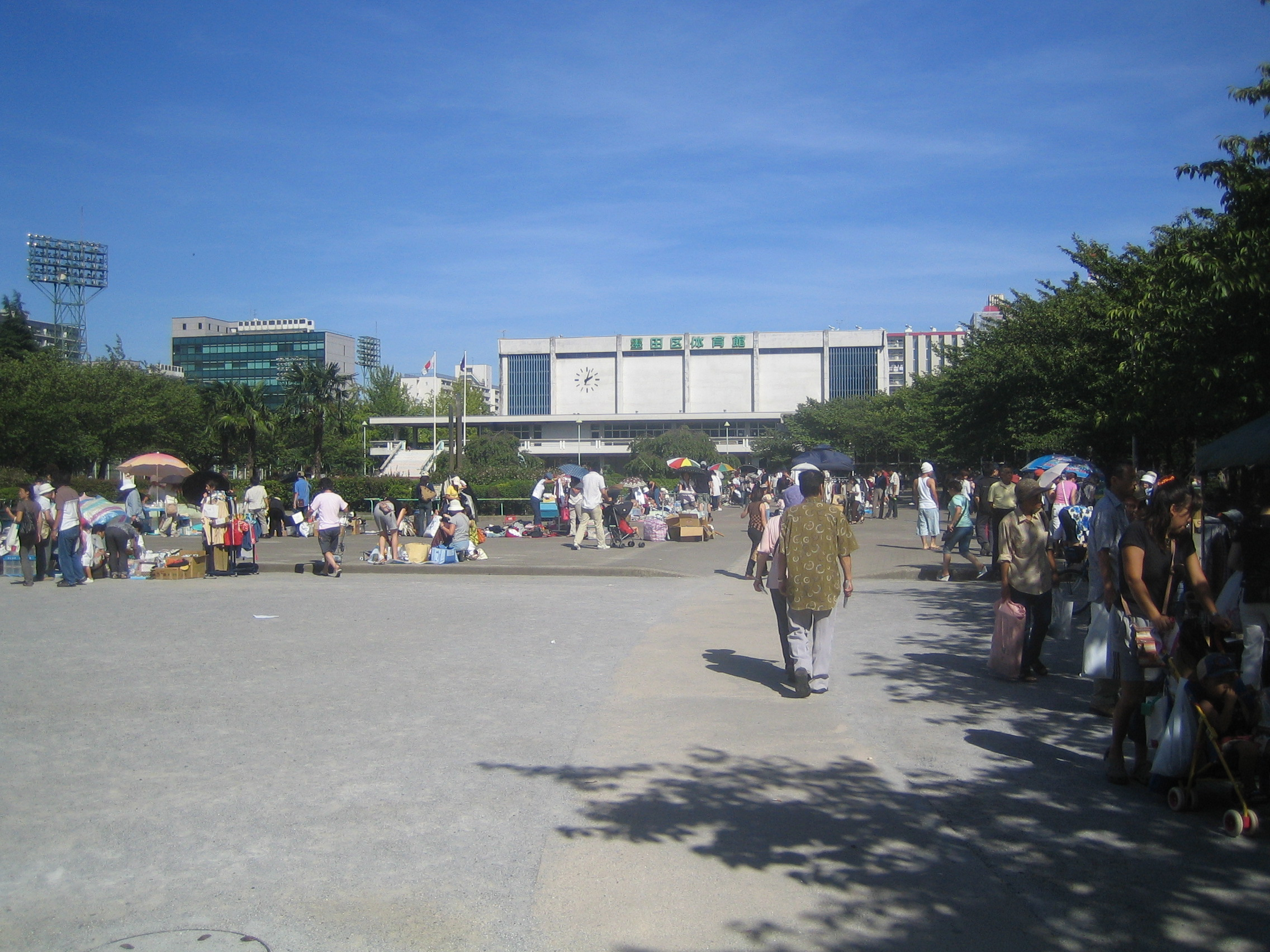
Parque Kinshi
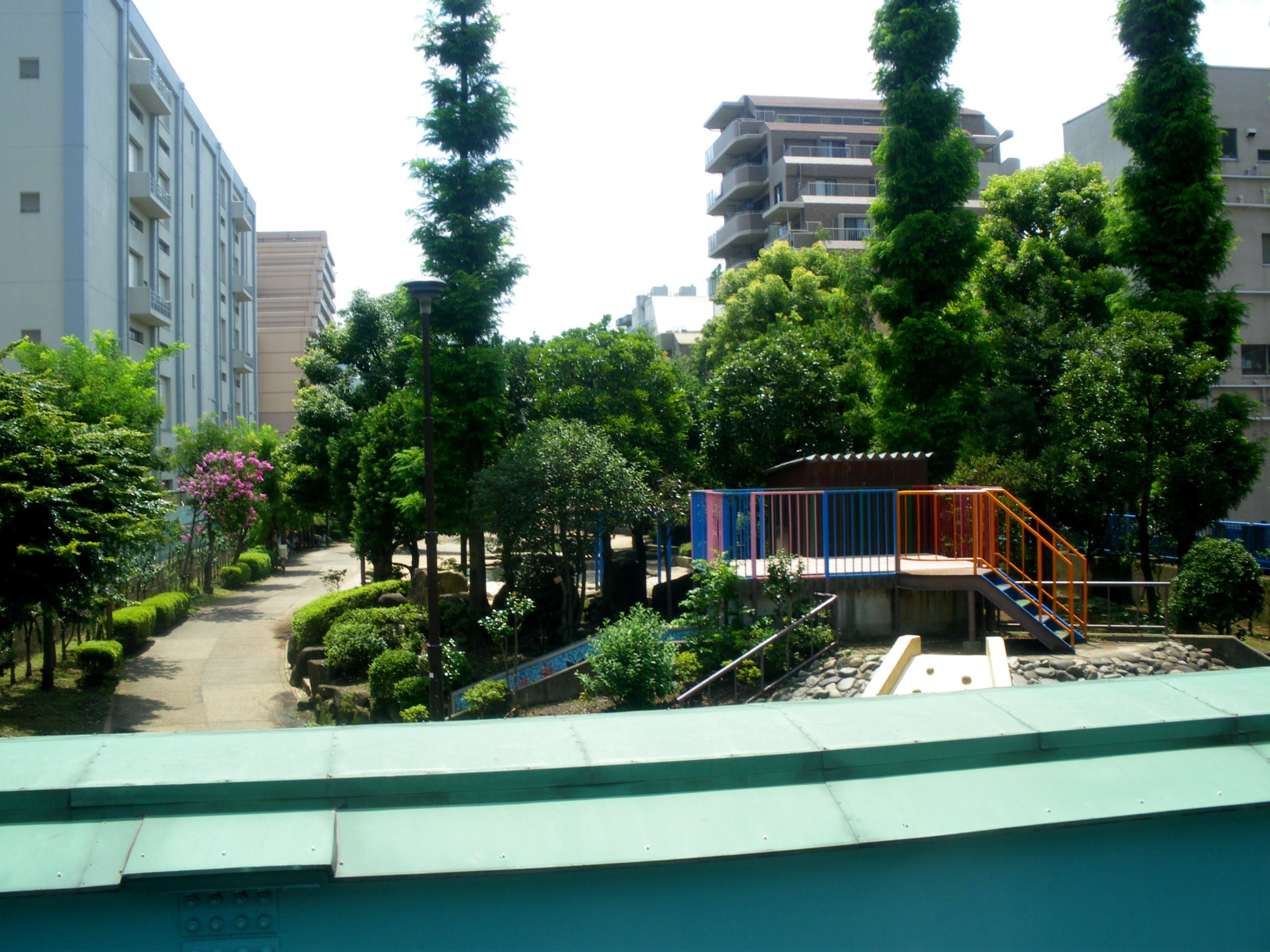
Parque Hidro aquático de Oyagawa